# 1994年の鉄道
1994年の鉄道（1994ねんのてつどう）とは、1994年（平成6年）に起こった鉄道関係の出来事をまとめたページである。
1993年の鉄道 - 1994年の鉄道 - 1995年の鉄道

## 出来事の一覧

### 1月
- 1月20日
  - 京葉臨海鉄道
    - （路線廃止） 食品北線 千葉貨物ターミナル駅 - 食品北駅
    - （路線廃止） 食品南線 千葉貨物ターミナル駅 - 食品南駅
    - （駅廃止） 千葉貨物ターミナル駅（食品北線、食品南線）
    - （駅廃止） 食品北駅（食品北線）
    - （駅廃止） 食品南駅（食品南線）

### 3月
- 3月1日
  - 九州旅客鉄道
    - （新駅開業） 舞松原駅（香椎線 香椎神宮駅 - 土井駅間）
    - （新駅開業） 高田駅（長崎本線(長与支線)） 長与駅 - 道ノ尾駅間）
- 3月12日
  - 東日本旅客鉄道
    - （駅名改称） 鹿島サッカースタジアム駅←北鹿島駅（鹿島線）

  - 鹿島臨海鉄道
    - （駅名改称） 鹿島サッカースタジアム駅←北鹿島駅（大洗鹿島線・鹿島臨港線）
- 3月16日
  - 北海道旅客鉄道
    - （信号場再開設） 北入江信号場（室蘭本線 洞爺駅 - 有珠駅間）
- 3月21日
  - 日本貨物鉄道
    - （駅移転・改称） 姫路貨物駅←姫路駅（山陽本線）
- 3月30日
  - 名古屋市交通局
    - （延伸開業） 桜通線 今池駅 - 野並駅 (8.6km)
    - （新駅開業） 吹上駅、桜山駅、瑞穂区役所駅、瑞穂運動場駅（現・瑞穂運動場西駅）、桜本町駅、鶴里駅、野並駅（桜通線）

### 4月
- 4月1日
  - 京成電鉄
    - （新駅開業） 公津の杜駅（本線 宗吾参道駅 - 京成成田駅間）
    - （駅名改称） 八広駅←荒川駅（押上線）

  - 野上電気鉄道
    - （路線廃止） 野上線 日方駅 - 登山口駅
    - （駅廃止） 日方駅、連絡口駅、春日前駅、幡川駅、重根駅、紀伊阪井駅、沖野々駅、野上中駅、北山駅、八幡馬場駅、紀伊野上駅、動木駅、龍光寺前駅、下佐々駅、登山口駅（野上線）

  - ソウル特別市地下鉄公社
    - （延伸開業） 4号線 舎堂駅 - 南泰嶺駅 (1.6km)
    - （新駅開業） 南泰嶺駅 (4号線)

  - 大韓民国鉄道庁
    - （延伸開業） 果川線 仁徳院駅 - 南泰嶺駅 (8.9km)
    - （新駅開業） 政府果川庁舎駅、果川駅、大公園駅、競馬公園駅、ソンバウィ駅、南泰嶺駅 (果川線)
- 4月20日
  - 上毛電気鉄道
    - （常設駅化） 循環器病センター駅（現・心臓血管センター駅）←前橋病院前信号所（上毛線 赤坂駅 - 江木駅間）
    - （駅名改称） 城東駅←一毛町駅（上毛線）

### 5月
- 5月16日
  - 北海道旅客鉄道
    - （路線廃止） 函館本線（上砂川支線） 砂川駅 - 上砂川駅
    - （駅廃止） 下鶉駅、鶉駅、東鶉駅、上砂川駅（函館本線(上砂川支線)）

### 6月
- 6月15日
  - 西日本旅客鉄道
    - （新線開業） 関西空港線 日根野駅 - 関西空港駅 (11.1km)
    - （新駅開業） りんくうタウン駅、関西空港駅（関西空港線）

  - 南海電気鉄道
    - （新線開業） 空港線 泉佐野駅 - 関西空港駅 (8.8km)
    - （新駅開業） りんくうタウン駅、関西空港駅（南海空港線）
- 6月23日
  - 釜山交通公団
    - （延伸開業） 1号線 西大新洞駅 - 新平駅 (6.4km)
    - （新駅開業） 大峙駅、槐亭駅、沙下駅、堂里駅、下端駅、新平駅（1号線）

### 7月
- 7月6日
  - 東日本旅客鉄道
    - （複線化） 奥羽本線 刈和野駅 - 峰吉川駅

### 8月
- 8月20日
  - 西日本旅客鉄道
    - （新駅開業） 大町駅（可部線 古市橋駅 - 緑井駅間）

  - 広島高速交通
    - （新線開業） 広島新交通1号線 本通駅 - 広域公園前駅 (18.4km)
    - （新駅開業） 本通駅、県庁前駅、城北駅、白島駅、牛田駅、不動院前駅、祇園新橋北駅、西原駅、中筋駅、古市駅、大町駅、毘沙門台駅、安東駅、上安駅、高取駅、長楽寺駅、伴駅、大原駅、伴中央駅、大塚駅、広域公園前駅（広島新交通1号線）

### 9月
- 9月1日
  - 大韓民国鉄道庁
    - （新線開業） 盆唐線 水西駅 - 梧里駅 (18.5km)
    - （新駅開業） 水西駅、暻園大駅、太平駅、牡丹駅、野塔駅、書峴駅、草林駅、柏宮駅、美金駅、梧里駅 (盆唐線)
- 9月4日
  - 西日本旅客鉄道
    - （新駅開業） 南草津駅（東海道本線（琵琶湖線） 草津駅 - 瀬田駅間）
    - （駅名改称） JR難波駅←湊町駅（関西本線（大和路線））
    - （駅名改称） 比叡山坂本駅←叡山駅（湖西線）
    - （駅名改称） 嵯峨嵐山駅←嵯峨駅（山陰本線（嵯峨野線））
- 9月21日
  - 近畿日本鉄道
    - （新駅開業） 木津川台駅（京都線 新祝園駅 - 山田川駅間）
- 9月30日
  - 大阪高速鉄道
    - （延伸開業） 大阪モノレール線 柴原駅 - 千里中央駅 (3.5km)
    - （新駅開業） 柴原駅、少路駅（大阪モノレール線）

### 10月
- 10月1日
  - 西日本旅客鉄道
    - （新駅開業） 安芸長浜駅（呉線 忠海駅 - 大乗駅間）

  - 小坂製錬
    - （旅客営業廃止） 小坂線 大館駅 - 小坂駅
    - （駅廃止） 岱野駅、東岱野駅、雪沢温泉駅、新沢駅、深沢駅、篭谷駅、古館駅（小坂線）
    - （客扱い廃止） 大館駅、茂内駅、小坂駅（小坂線）
- 10月3日
  - 松浦鉄道
    - （新駅開業） 本山駅（西九州線 上相浦駅 - 中里駅間）
    - （駅名改称） 鷹島口駅←今福鷹島口駅（西九州線）
    - （駅名改称） 大学駅←大学前駅（西九州線）
- 10月9日
  - 東海旅客鉄道
    - （第二種鉄道事業廃止） 東海道本線（名古屋港線） 山王信号場 - 名古屋港駅
    - （駅廃止） (臨)ナゴヤ球場正門前駅（東海道本線(名古屋港線)）
- 10月14日
  - 札幌市交通局
    - （延伸開業） 東豊線 豊水すすきの駅 - 福住駅 (5.5km)
    - （新駅開業） 学園前駅、豊平公園駅、美園駅、月寒中央駅、福住駅（東豊線）
    - （駅名改称） 南平岸駅←霊園前駅（南北線）

### 12月
- 12月3日
  - 智頭急行
    - （新線開業） 智頭線 上郡駅 - 智頭駅 (56.1km)
    - （新駅開業） 上郡駅、苔縄駅、河野原円心駅、久崎駅、佐用駅、平福駅、石井駅、宮本武蔵駅、大原駅、西粟倉駅、あわくら温泉駅、山郷駅、恋山形駅、智頭駅（智頭線）

  - 東日本旅客鉄道
    - （駅名改称） いわき駅←平駅（常磐線、磐越東線）
    - （駅名改称） 浪板海岸駅←浪板駅（山田線）
    - （駅名改称） 会津桧原駅←会津檜原駅（只見線）

  - 四国旅客鉄道
    - （駅名改称） みの駅←高瀬大坊駅（予讃線）
- 12月7日
  - 帝都高速度交通営団
    - （新線開業） 有楽町線新線 小竹向原駅 - 新線池袋駅 (3.2km)
    - （新駅開業） 新線池袋駅（有楽町線新線）（旅客案内上の名称であり、正式には池袋駅）

  - 西武鉄道
    - （延伸開業） 西武有楽町線 練馬駅 - 新桜台駅 (1.4km)
    - （新駅開業） 練馬高野台駅（池袋線 富士見台駅 - 石神井公園駅間）
- 12月15日
  - 明知鉄道
    - （新駅開業） 野志駅（明知線 山岡駅 - 明智駅間）

## 主なダイヤ改正

### 2月
- 2月16日
  - 名古屋市交通局
    - 桜通線でワンマン運転開始。

### 3月
- 3月1日
  - 北海道旅客鉄道
    - 特急「スーパー北斗」運転開始。
- 3月30日
  - 名古屋鉄道

### 4月
- 4月1日
  - ソウル特別市地下鉄公社
    - （相互直通運転） 4号線・果川線・安山線との間で相互直通運転を開始。

### 7月
- 7月1日
  - 九州旅客鉄道
    - 特急「ハイパーかもめ」の愛称使用終了。「かもめ」に統一。
- 7月11日
  - 名古屋鉄道
- 7月15日
  - 東日本旅客鉄道
    - E1系電車「Max」営業運転開始。それに伴い同車両で運転される列車の愛称を「Maxやまびこ」「Maxあおば」「Maxあさひ」「Maxとき」と命名。

### 9月
- 9月4日
  - 西日本旅客鉄道
    - 関空特急「はるか」、関空快速運転開始。

  - 南海電気鉄道
    - 特急「ラピート」運転開始。

### 11月
- 11月28日
  - 名古屋鉄道（名古屋本線・尾西線）

### 12月
- 12月3日
  - 東日本旅客鉄道
    - 特急「スーパーあずさ」運転開始。
    - 寝台特急「ゆうづる」廃止。

  - 東日本旅客鉄道・東海旅客鉄道・西日本旅客鉄道・九州旅客鉄道
    - 寝台特急「みずほ」廃止。

  - 東日本旅客鉄道・西日本旅客鉄道
    - 急行「能登」金沢駅-福井駅間延長。

  - 西日本旅客鉄道
    - 特急「エーデル鳥取」鳥取駅-倉吉駅間短縮。
    - 特急「スーパーやくも」運転開始

  - 西日本旅客鉄道・智頭急行
    - 特急「スーパーはくと」「はくと」運転開始。

## 災害・不通・事故など
- 2月22日
  - 北海道旅客鉄道
    - （事故） 根室本線西新得信号場-広内信号場間で特急「おおぞら10号」が強風に煽られ脱線（特急おおぞら脱線事故）

  - 三陸鉄道
    - （事故） 南リアス線小石浜駅-甫嶺駅間で強風による列車脱線事故発生（三陸鉄道突風転覆事故）
- 9月30日
  - 東日本旅客鉄道
    - （災害・不通） 仙山線（全線。豪雨により奥新川駅-面白山信号場間の盛土が流失したため、全線運休）
- 11月28日
  - 東日本旅客鉄道
    - （復旧） 仙山線（全線。豪雨による盛土流失のため9月30日から運休していた）
- 12月7日
  - 東日本旅客鉄道
    - （事故） 東北本線滝沢駅で脱線した普通列車の機関車に貨物列車の機関車が衝突（滝沢駅列車脱線衝突事故）

## 鉄道車両

### 新系列・新形式
- 東日本旅客鉄道
  - E1系電車「Max」
  - E217系電車
  - E991系電車「TRY-Z」（試験車）
- 東海旅客鉄道
  - 383系電車
- 西日本旅客鉄道
  - 281系電車
  - 223系電車
- 九州旅客鉄道
  - 813系電車
  - 883系電車
- 日本貨物鉄道
  - コキ71形貨車
- 三陸鉄道
  - 36-500形気動車
- くりはら田園鉄道
  - KD95形気動車
- 京浜急行電鉄
  - 600形電車 (3代)
- 近畿日本鉄道
  - 23000系電車
- 南海電気鉄道
  - 50000系電車
- 神戸電鉄
  - 5000系電車
- 智頭急行
  - HOT7000系気動車
  - HOT3500形気動車
- 住宅・都市整備公団
  - 9100形電車
- 島原鉄道
  - キハ2500形気動車
- 京福電気鉄道
  - モボ21形電車
- 広島高速交通
  - 6000系電車
- 鹿児島市交通局
  - 2140形電車
- ソウル特別市地下鉄公社
  - 4000系電車

### 譲渡形式
- 千葉急行電鉄←京成電鉄
  - 3050形電車（正式には譲渡ではなくリース）
- 総武流山電鉄←西武鉄道
  - 2000形電車
- 一畑電気鉄道（現:一畑電車）←京王帝都電鉄
  - 2100系電車
- 有田鉄道←樽見鉄道
  - ハイモ180形気動車
- 土佐電気鉄道←ポルトガル・リスボンカリス社（リスボン市電）
  - 910形電車

### 消滅形式
- 東日本旅客鉄道
  - 901系電車（試作車、量産化改造にともない209系に編入され消滅）
- 日本貨物鉄道
  - ホサ8100形貨車
  - ホキ34200形貨車
- 帝都高速度交通営団
  - 3000系電車
- 神戸電鉄
  - 300系電車
- 大阪市交通局
  - 50系電車

### 受賞
- ブルーリボン賞：該当車なし
- ローレル賞：日本貨物鉄道DF200形ディーゼル機関車